# Nils Olofsson (Vinge)
Nils Olofsson (Vinge), född omkring 1465, avrättad den 5 juli 1529 i Stockholm för delaktighet i Västgötaherrarnas uppror, var en svensk lagman, riksråd och riddare. 

## Biografi
Nils Olofsson (Vinge) var son till riksrådet Olof Björnsson (Vinge) och Ragnilla Pedersdotter samt gift första gången med Barbro Siggesdotter (Sparre), halvsyster till marsken Lars Siggesson (Sparre), och andra gången med Ingegerd Haraldsdotter (Lake), dotter till häradshövdingen Harald Karlsson (Lake).
Nils Olofsson var lagman i Värmland från 1490-talet till sin död. Denna tjänst hade tidigare innehafts av såväl hans far som farfar. Han var dock till stor del bosatt på Skofteby herrgård i Västergötland som han erhöll genom giftermålet med Barbro Siggesdotter (Sparre). Han deltog i resningen mot den danska kungen Kristian II 1521 och intog Värmland, Dalsland och Västergötland för Gustav Vasas räkning. Han hade till en början stort förtroende hos Gustav Vasa och erhöll Viken och därefter Dalsland som förläning och var under en tid hövitsman på Olsborg. Redan under Gustav Vasas tid som riksföreståndare utnämndes han till riksråd och vid kungens kröning 1528 var han en av 13 adelsmän som dubbades till riddare. 
Året därpå deltog han emellertid i rikshovmästaren Ture Jönsson (Tre Rosor) och Skara-biskopen Magnus Haraldssons resning mot kungen, Västgötaherrarnas uppror. Upproret fick svagt stöd hos allmogen och Ture Jönsson och Magnus Haraldsson flydde landet. Efter försäkran från Gustav Vasa att resningen var en "platt förfallen och död sak" infann sig Nils Olofsson, Måns Bryntesson (Lilliehöök), Ture Eriksson (Bielke) till ett riksmöte i Strängnäs samma år, där den upproriska trion dömdes till döden. Måns Bryntesson och Nils Olofsson avrättades på Stortorget i Stockholm den 5 juli medan Ture Eriksson benådades.